# Carlo Margottini (F 592)
La fregata Carlo Margottini è la terza delle Fregate Europee Multi Missione (FREMM) classe Bergamini e la seconda della classe in versione ASW (Anti Submarine Warfare). È intitolata al capitano di vascello, medaglia d'oro e di bronzo al valore militare, Carlo Margottini, caduto il 12 ottobre 1940 nell'affondamento del cacciatorpediniere Artigliere.

## Storia

### La prima fregata Margottini
In passato, un'altra unità con lo stesso nome e tipologia fregata ha prestato servizio nella Marina Militare. Il primo Carlo Margottini (F595) fu costruito nel Cantiere navale di Castellammare di Stabia. Il suo scafo venne impostato il 26 maggio 1957 e l'unità, varata il 12 giugno 1960 e completata il 5 maggio 1962, è stata in servizio sino al 1988, quando venne posta in disarmo. Lungo 94 metri per 1560 tonnellate di dislocamento, poteva raggiungere una velocità di 26 nodi. L'armamento originario era costituito da due cannoni 76/62 tipo MMI, un lanciabombe anti-sommergibili e sei tubi lanciasiluri in due impianti tripli. La propulsione era basata su motori diesel, due assi elica calettati tramite Giunti Vulcan e due timoni sospesi semicompensati a comando idraulico. La nave era predisposta per un elicottero AB 204 e aveva un equipaggio di 167 uomini.
Il motto della nave, mantenuto anche per l'unità attuale, è Per undas ad hostem (“per i mari in cerca del nemico”).

### Il varo
Il varo è avvenuto il 29 giugno 2013, presso gli stabilimenti Fincantieri di Riva Trigoso alla presenza del sottosegretario alla difesa senatrice Roberta Pinotti, del capo di stato maggiore della difesa ammiraglio Luigi Binelli Mantelli, del capo di stato maggiore della Marina Militare ammiraglio di squadra Giuseppe De Giorgi, varie rappresentanze dell'ANMI con il presidente nazionale ammiraglio di squadra Paolo Pagnottella e circa 30 componenti degli “ex equipaggi” del precedente Margottini. Lo schieramento d'onore della cerimonia comprendeva la bandiera di guerra del Raggruppamento subacquei ed incursori, il medagliere della Marina Militare ed il labaro del Nastro Azzurro (Provincia di Genova), i gonfaloni della Regione Liguria, della Provincia di Genova e del Comune di Sestri Levante.
Madrina del varo è stata Stefania Portaccio, nipote di Carlo Margottini, che dopo la benedizione e la lettura della preghiera del Marinaio, ha proceduto al taglio del nastro sbloccando la rituale bottiglia che si è infranta sulla fiancata della nave.

### Consegna
La cerimonia di consegna dell'unità è avvenuta il 27 febbraio 2014 presso lo stabilimento Fincantieri di Muggiano alla presenza dell'ammiraglio ispettore capo Osvaldo Brogi. L'unità è inquadrata nel COMDINAV 1 (Comando della Prima Divisione Navale) presso la base di La Spezia.
Il 22 aprile 2016, nel porto di Reggio Calabria, è avvenuta la cerimonia di consegna della bandiera di combattimento.

### Attività operativa/addestrativa
Nave Margottini ha preso parte, nel 2014, all'Operazione Mare Nostrum; nel febbraio del 2015 ha partecipato all'esercitazione antisommergibile Smart Hunt, collaborando con la Marina Tedesca e nel giugno del 2016 l'Unità ha partecipato a un'attività della Squadra Navale con Unità della Marina degli Stati Uniti, inserita nel Green Fleet, un progetto di iniziativa italiana volto a sviluppare un combustibile navale alternativo a quello fossile per incrementare la capacità energetica e ridurre le emissioni inquinanti. Dall'estate 2018 all'estate 2019 ha preso parte all'Operazione Eunavfor Somalia - Atalanta.
Nel periodo tra settembre 2020 e maggio 2021, l'unità ha preso parte alle operazioni Eunavfor Med - Irini, Mare Sicuro e Sea Guardian.
Dal 17 dicembre 2021 al 4 luglio 2022, nave Carlo Margottini, in qualità di nave di bandiera (flagship), ha fatto parte dello Standing NATO Maritime Group 2 (SNMG2), uno dei quattro gruppi navali che costituiscono la forza navale permanente dell'Alleanza Atlantica (SNF) e in questo contesto nel bacino del Mediterraneo ha inoltre preso parte all'esercitazione anti-sommergibile  Dynamic Manta 2022 e all'esercitazione multinazionale Neptune Strike.
Dal 3 ottobre al 28 ottobre 2022, nave Margottini ha preso parte alla seconda edizione dell'esercitazione Mare Aperto 2022, il maggior evento addestrativo della Marina Militare Italiana, che ha visto impegnate forze appartenenti a 5 nazioni NATO tra navi e sottomarini, velivoli, elicotteri, oltre ai reparti anfibi della Brigata Marina San Marco, gli incursori e subacquei del COMSUBIN. L'unità, ha concluso il suo deployment autunnale in mare, conducendo nel periodo dal 7 novembre al 14 novembre 2022 due esercitazioni di lancio missilistico (Teseo MK 2/A e ASTER 30) e un'esercitazione di lancio siluro MU-90 TVE.
Da gennaio a marzo 2023 nave Margottini ha condotto un periodo di aggregazione allo Standing NATO Maritime Group 2 (SNMG2), operando nell'ambito dell'Operazione Noble Shield e fornendo al contempo supporto all'Operazione Sea Guardian (OSG). Nell'ambito dell'operazione l'unità ha preso parte, anche quest'anno, all'esercitazione avanzata ASW Dynamic Manta 23, tenutasi dal 27 febbraio al 10 marzo 2023 al largo delle coste siciliane nel mar Ionio.
Dal 21 Aprile 2023 l'unità ha mollato gli ormeggi dalla base navale di La Spezia per prendere parte all'esercitazione a guida U.S. 6th Fleet Formidable Shield 2023 al largo delle isole Ebridi (Scozia) e successivamente proseguire il deployment nell'ambito del Littoral Expeditionary Group 23 insieme a nave San Marco fino agli inizi del mese di Luglio.

## Caratteristiche

### Sistemi d'arma
- 4 missili Teseo Mk2/A ASuW;
- 4 missili Milas ASW e ASuW
- 16 celle VLS Sylver per MBDA ASTER 15 e 30 (antiaerei e antimissile);
- predisposizione per ulteriori 16 celle VLS Sylver;
- 2 cannoni 76/62 Super Rapido (con kit DAVIDE e DART);
- 2 mitragliere Oerlikon GBM-AO1;
- 2 lanciatori SLAT per inganni anti-siluro;
- 2 lanciarazzi SCLAR-H per inganni ECM e bombardamento costiero;
- 2 sistemi tri-tubo per lancio siluri MU-90.

### Comando e controllo
- Radar scoperta aerea: MFRA;
- Radar scoperta superficie: MM SPS * 791;
- Radar navigazione: MM SPN * 753;
- Sonar scoperta: Integrated Sonar Suite (ISS);
- Sonar navigazione: Mine Avoidance Sonar (MAS);
- Sistema di comando e controllo: CMS.

## Cronotassi dei comandanti
- 27 febbraio 2014 - 24 settembre 2015: C.F. Pasquale Esposito
- 25 settembre 2015 - 25 settembre 2016: C.F. Massimo Bonu
- 26 settembre 2016 - 25 settembre 2017: C.F. Claudio Brega
- 26 settembre 2017 - 25 settembre 2018: C.F. Giuseppe Lai
- 26 settembre 2018 - 25 settembre 2019: C.F. Marco Guerriero
- 26 settembre 2019 - 25 settembre 2020: C.F. Gian Carlo Fabiano
- 26 settembre 2020 - 26 settembre 2021: C.F. Alessandro Ballestra
- 27 settembre 2021 - 12 settembre 2022: C.F. Antonio Salvatore D'Amico
- 13 settembre 2022 - 01 settembre 2023: C.F. Giovanni Luca Melchiorre
- 02 settembre 2023 - 01 settembre 2024: C.F. Claudia Di Paolo
- 02 settembre 2024 - presente: C.F. Umberto Bulleri